# La paura fa novanta XXI-XXX

La sigla del primo speciale di Halloween

La paura fa novanta (Treehouse of Horror) è una serie di episodi speciali de I Simpson che ricorrono in ogni stagione (tranne la prima) in occasione della festa di Halloween, il 31 ottobre. Questi episodi sono divisi in tre corti le cui trame non seguono il canone originale della serie. Negli episodi, infatti i protagonisti del cartone sono coinvolti in situazioni il cui genere va dall'horror alla fantascienza e al soprannaturale; spesso questi brevi episodi nascono come parodia di film appartenenti a questi generi.
I normali personaggi interpretano ruoli speciali. Infatti, molto spesso, il ruolo del "cattivo" di turno (che può per esempio essere uno zombie, un vampiro, o un serial killer) è interpretato da personaggi che hanno qualche affinità con queste figure (un esempio è il ruolo del signor Burns, che ha interpretato, fra gli altri, una parodia del conte Dracula) o ne differiscono totalmente (per esempio, Ned Flanders ha interpretato il Diavolo in persona in La paura fa novanta IV). Inoltre, solo in questi episodi speciali fanno la loro comparsa personaggi come i bizzarri alieni Kang e Kodos. Inoltre a differenza dalla serie qualunque personaggio persino un membro della famiglia Simpson può morire.

## Elenco degli episodi
| Stagione                   | nº | Titolo originale           | Titolo italiano            | Prima TV USA     | Prima TV Italia                                     |
| -------------------------- | -- | -------------------------- | -------------------------- | ---------------- | --------------------------------------------------- |
| Ventiduesima stagione      | 4  | Treehouse of Horror XXI    | La paura fa novanta XXI    | 7 novembre 2010  | 26 gennaio 2012                                     |
| Ventitreesima stagione     | 3  | Treehouse of Horror XXII   | La paura fa novanta XXII   | 30 ottobre 2011  | 31 ottobre 2013                                     |
| Ventiquattresima stagione  | 2  | Treehouse of Horror XXIII  | La paura fa novanta XXIII  | 7 ottobre 2012   | 8 aprile 2014                                       |
| Venticinquesima stagione   | 2  | Treehouse of Horror XXIV   | La paura fa novanta XXIV   | 6 ottobre 2013   | 30 settembre 2014                                   |
| Ventiseiesima stagione     | 4  | Treehouse of Horror XXV    | La paura fa novanta XXV    | 19 ottobre 2014  | 24 settembre 2015                                   |
| Ventisettesima stagione    | 5  | Treehouse of Horror XXVI   | La paura fa novanta XXVI   | 25 ottobre 2015  | 31 ottobre 2016                                     |
| Ventottesima stagione      | 4  | Treehouse of Horror XXVII  | La paura fa novanta XXVII  | 16 ottobre 2016  | 31 ottobre 2017                                     |
| Ventinovesima stagione     | 4  | Treehouse of Horror XXVIII | La paura fa novanta XXVIII | 22 ottobre 2017  | 24 marzo 2020 (Disney+) 20 febbraio 2021 (Italia 1) |
| Trentesima stagione        | 4  | Treehouse of Horror XXIX   | La paura fa novanta XXIX   | 21 ottobre 2018  | 31 ottobre 2019                                     |
| Trentunesima stagione      | 4  | Treehouse of Horror XXX    | La paura fa novanta XXX    | 20 ottobre 2019  | 30 ottobre 2020                                     |
| Trentaduesima stagione     | 4  | Treehouse of Horror XXXI   | La paura fa novanta XXXI   | 1º novembre 2020 | 30 ottobre 2021                                     |
| Trentatreesima stagione    | 3  | Treehouse of Horror XXXII  | La paura fa novanta XXXII  | 10 ottobre 2021  | 31 ottobre 2022                                     |
| Trentaquattresima stagione | 2  | Treehouse of Horror XXXIII | La paura fa novanta XXXIII | 30 ottobre 2022  | 30 ottobre 2023                                     |
| Trentacinquesima stagione  | 2  | Treehouse of Horror XXXIV  | La paura fa novanta XXXIV  | 22 ottobre 2023  | 2 novembre 2024                                     |

## La paura fa novanta XXI
La paura fa novanta XXI (Treehouse of Horror XXI) è il ventunesimo special di halloween dei Simpson, diviso in tre parti, come di consueto non collegate tra loro. Nel primo segmento c'è solo un'apparizione di Kang, che tenta di uscire con Selma.

### Trama
IntroduzioneL'episodio inizia con Bart e Homer che preparano delle zucche per Halloween. A un certo punto l'immagine si interrompe, in quanto solo la TV del prof. Frink che, dopo aver messo in pausa il televisore, avverte i telespettatori che l'episodio sarebbe stato troppo violento. Così manda "avanti veloce" l'episodio e, avendolo spoilerato, si suicida mandandosi avanti col telecomando. Le sue ceneri formeranno la scritta "Treehouse of Horror XXI". In seguito il mostro di Frankenstein prende il telecomando e sintonizza una parodia di "The Office".
Guerra e pezzi (War and Pieces)Bart e Milhouse giocano a un videogioco molto violento al quale Marge non vuole che giochino. Questa allora li porta in soffitta, piena di giochi da tavolo, dove trovano il curioso "Satan's Path" al quale iniziano subito a giocare. Dopo il primo turno tutta Springfield diventa un gioco da tavolo finché Bart riesce a vincere. Dopo essere tutto tornato alla normalità Bart e Milhouse muoiono giocando all'impiccato.
Master e Cadaveri (Master & Cadaver)Questo episodio è una parodia di Ore 10: calma piatta. Homer e Marge stanno facendo una crociera su acque che non sono segnalate sulle mappe. Marge si accorge di un naufrago e insieme a Homer lo salva. Roger, così si chiama il naufrago, racconta la sua storia: era lo chef della nave "Albatross"; stava preparando una torta quando fu stordito da un passeggero che uccise tutti sulla nave tranne Roger che, al suo risveglio, scappò. Marge e Homer iniziano ad avere sospetti su Roger e lo uccidono. Arrivati sull'Albatross scoprono che Roger non era morto, né lui né l'equipaggio ma Homer in uno scatto d'ira uccide tutti, tranne Marge che si suicida in seguito. Infine si scopre che era solo una fantasia di Maggie che stava facendo un bagnetto e che a un tratto prende le sembianze di Alex di Arancia meccanica.
Twistlight (Tweenlight)L'intero segmento è una presa in giro di Twilight e dei suoi seguiti, con allusioni a Dracula. Alla Scuola Elementare di Springfield arriva un nuovo alunno chiamato Edmund (parodia di Edward Cullen), di cui si innamorano tutte le ragazze della scuola tranne Lisa. In seguito Lisa ed Edmund si fidanzano, dopo che il nuovo arrivato le rivela il suo sconcertante segreto: è un vampiro. Intanto Milhouse (parodia di Jacob Black) si trasforma in un barboncino invidioso di Edmund. Quando Edmund si reca a cena dai Simpson porta con sé suo padre (con lo stesso vestito e le stesse sembianze di Bela Lugosi in Dracula). Il giovane, imbarazzato per la presenza del genitore, scappa a "Draculandia", una parte della città dove vivono solo vampiri, insieme a Lisa. Qui Edmund cerca di trasformare Lisa, ma viene interrotto da Homer che si fa trasformare al suo posto. I due vampiri muoiono dopo aver succhiato il sangue pieno di colesterolo di Homer che muore anche lui, mangiato da Milhouse dopo essersi schiantato per terra cercando di volare grazie alle sue nuove qualità di vampiro.

### Citazioni e riferimenti
Introduzione
- Tra gli show che si vedono di sfuggita quando Frink manda avanti l'episodio si possono riconoscere Glee e The Listener.
- La sigla iniziale, dove appaiono i titoli di testa, è un omaggio alla sigla di The Office.

War and Pieces
- Il titolo è una parodia di Guerra e Pace (in inglese War and Peace)
- All'inizio Bart e Milhouse giocano a un gioco simile a Halo e a Jumanji.

Master and Cadaver
- Il titolo è una parodia di Master and Commander - Sfida ai confini del mare.
- Il finale, in cui Maggie guarda con cattiveria verso la telecamera con le ciglia di un occhio tinte e una bombetta in testa, è una citazione dal film Arancia meccanica.

Tweenlight
- Il titolo e alcune scene sono un riferimento alla saga di Twilight.
- Tra i vampiri che Homer e il padre di Edmund vedono a Draculandia ci sono Nosferatu, il conte di Sesame Street e Selene di Underworld.

## La paura fa novanta XXII
La paura fa novanta XXII (Treehouse of Horror XXII) è il ventiduesimo special di halloween dei Simpson, diviso in tre parti, come di consueto non collegate tra loro.

### Trama
Introduzione
Dopo Halloween i dolcetti raccolti da Bart, Lisa e Maggie vengono donati ai veterani di guerra. Homer, però non consegna i dolci e li porta al "Picco dei Mangiatori di Dolcetti", in cui distrattamente cade e rimane intrappolato. Dopo aver chiamato il 911 Homer decide di staccarsi il braccio a morsi. Grazie a una dentiera da vampiro riesce a staccarsi il braccio, anche se dopo due tentativi (infatti stacca prima il braccio sbagliato e poi una gamba), ma scopre che i ragazzi hanno scambiato i dolci del sacco con delle verdure. La scena si sposta su casa Simpson in cui i tre piccoli mangiano i dolcetti. I residui di caramelle nella bocca di Bart formano la scritta "Threehouse of Horror XXII".
Lo Scafandro e la Palla di Burro (The Diving Bell and the Butterball)
Il morso di un ragno paralizza Homer, che era intento a decorare la casa per Halloween. Poi con l'aiuto di Lisa scopre di poter comandare i suoi gas e li usa per comunicare. Dopo aver pubblicato il suo primo libro viene morso da un altro ragno, stavolta radioattivo, che lo trasforma in una sorta di Uomo Ragno paralizzato. Dopo aver sventato una rapina in banca vola con Marge verso casa, vicino a un centro di riposo per gli stuntmen del musical Spider-man: Turn off the Dark che lo invidiano perché riesce a muoversi meglio di loro.
Il DDDlino Perfetto (Dial D for Diddly)
Ned Flanders diventa un serial killer per colpa di Homer che si finge Dio attraverso un microfono. Dopo aver ucciso Serpe, Mr. Burns, Telespalla Bob e Patty e Selma, Flanders si accorge di essere stato ingannato. Prima che venga ucciso da Flanders (furioso perché andrà all'Inferno), Homer dice che né l'Inferno né Dio esistono, ma, in procinto di bruciare la Bibbia, il tetto di casa Simpson viene sfondato e Homer viene strangolato da Dio (in maniera simile a come lo stesso Homer strangola Bart e pronunciando le stesse parole) e viene ucciso. Marge chiede di poterlo resuscitare e Dio risponde che non sarebbe piaciuto al "capo al piano di sotto" ossia il diavolo, Quest'ultimo sale in superficie e ordina a Dio di portargli un caffè. Alla frase di Flanders "C'è un limite al peggio?" Maude, la defunta moglie di Ned compare attraverso alcune fiamme e intima a Satana di tornare a letto.
Fra i Na'vi (In the Na'Vi)
L'intero episodio è una parodia del film Avatar. L'esercito americano organizza una spedizione sul pianeta Rigel VII (pianeta natale di Kang e Kodos) con obiettivo trovare l'Ilario, una sostanza capace di far ridere chiunque che appunto servirà a Krusty il Clown per fare una bella figura a un raduno del Partito Nazista (ritornato, a detta di Krusty, in quell'epoca). Bart e Milhouse vengono inseriti in due avatar e vengono mandati in missione. Bart trova l'amore in Kamala, un'indigena del pianeta, dopo che viene salvato dalla stessa. Bart e Kamala passano la notte insieme e quest'ultima rimane incinta e ha bisogno di Ilario. Una volta arrivati alla fonte Milhouse avvisa l'esercito di averla trovata e dopo una sanguinosa battaglia e la morte del Colonnello Chalmers a causa di un trabocchetto di Bart, i genitori di Kamala (Kang e Kodos) dicono a quest'ultimo che avrebbero semplicemente dato a loro l'Ilario perché nel loro pianeta non esistono parole come "mio" e "tuo".
Conclusione
I personaggi della serie si riuniscono su un palco, nelle stesse vesti dell'episodio (Homer paralizzato, Burns senza testa, Bart e Milhouse alieni, Dio e Flanders che si tengono per mano, ecc.) e mandano all'America gli auguri di Natale raccomandando di non fare regali creati in casa e di dedicarsi all'alcolismo (quest'ultima raccomandazione da parte di Boe).

### Citazioni e Riferimenti
Introduzione
- Parte dell’introduzione fa riferimento al tragico incidente di Aron Lee Ralston, alpinista che nel 2003 cadde in una gola del Parco nazionale delle Canyonlands, dove rimase 5 giorni a causa di un masso che cadde con lui, bloccandogli il braccio. Decise poi di amputarsi l’arto con un coltellino, riuscendo a salvarsi la vita.

The Diving Bell and the Butterball
- Il segmento è una parodia de l'Uomo Ragno.

Dial D for Diddly
- L’inizio è una parodia della sigla di Dexter, serie televisiva statunitense del 2006.
- La morte di Patty e Selma è una parodia di Beep Beep, dove Ned Flanders le attira con delle sigarette.

## La paura fa novanta XXIII
La paura fa novanta XXIII (Treehouse of Horror XXIII) è il ventitreesimo special di halloween dei Simpson, diviso in tre parti, come di consueto non collegate tra loro.

### Trama
Introduzione
La famiglia Simpson e i loro amici ritrovano al tempo della civiltà Maya; dopo che i saggi del popolo preannunciarono la fine del mondo nel 2012, in quell'anno dei Maya di pietra arrivano sulla Terra e la distruggono.
La più Grande Storia mai Finita nel Buco  (The Greatest Story Ever Holed)
A Springfield viene costruito un acceleratore di particelle e al suo interno viene creato un piccolo buco dall'impatto di due particelle. Lisa, per evitare che i bambini vengano risucchiati dall'oggetto cosmico, lo porta in cantina, ma la famiglia Simpson lo utilizza come pattumiera e facendolo crescere a tal punto da far risucchiare tutta Springfield. Il buco nero si rivela in realtà essere un passaggio per un altro universo in cui vive una civiltà aliena che venera il Microsoft Zune come se fosse un dio.
Attività Anormale (Un-Normal Activity)
Homer ruba la telecamera di Ned per poter riprendere degli avvenimenti strani in casa Simpson. La prima notte, dopo che Homer ha tentato di fare un filmato amatoriale con Marge, un essere invisibile prende una mazza da golf e colpisce Homer; svegliati da un forte rumore, i due coniugi si alzano e trovano il salotto in disordine. Dopo questi avvenimenti Homer decide di installare altre telecamere per controllare cosa succeda in casa: la sesta notte Marge viene posseduta da un'entità paranormale e inizia a fissare Homer per ore. A questo punto viene contattato il commissario Winchester che, vedendo ciò che accade, ipotizza che vi sia un patto con un demone (Boe) che adesso vuole il suo compenso; infatti si scopre che Marge da piccola aveva fatto un patto con un demone per salvare le sue due sorelle che erano in procinto di praticare un rito satanico e il demone, accettando la proposta, avvisa Marge che sarebbe tornata dopo trent'anni per prendere la sua figlia preferita. Alla quindicesima notte il demone torna per prendere Maggie, ma egli risparmierà la bambina dopo che Homer ha accettato di fare una cosa a tre con lui e un altro demone.
L'Eccellente Avventura di Bart e Homer (Bart and Homer's Excellent Adventure)
Bart vuole leggere un fumetto dell'Uomo Radioattivo del 1974 ma, costando troppo, decide di tornare indietro nel tempo utilizzando la macchina del tempo del professor Frink. Dopo aver letto il fumetto, Bart incontra Homer diciassettenne nel momento in cui il suo futuro padre avrebbe dovuto incontrare Marge. Homer si fa prendere dall'ira e strozza il suo futuro figlio, di tutta risposta Marge, vedendo il trattamento di Homer nei confronti del bambino, decide di non frequentarlo più. Bart quindi decide di tornare nel suo presente, sapendo di essere diventato ricco poiché Marge decise di sposare Artie Ziff; nel momento in cui il ragazzo sta tornando alla sua epoca, l'Homer del passato si intrufola nella macchina del tempo e, con l'Homer del presente, organizza un piano per riconquistare Marge, quello di portare tutti gli Homer di tutte le epoche nel presente per sconfiggere Artie. Quest'ultimo, insieme a Bart, riesce a tenere testa a tutti gli Homer, sconfiggendoli, ma Marge, vedendo la situazione degli Homer, capisce che avrebbe dovuto scegliere loro e non Artie.

## La paura fa novanta XXIV
La paura fa novanta XXIV (Treehouse of Horror XXIV) è il ventiquattresimo special di halloween dei Simpson, diviso in tre parti, come di consueto non collegate fra di loro
Introduzione
Nella sigla del ventiquattresimo show di Halloween, osserviamo Springfield invasa da mostri e zombie provenienti da film dell'orrore che distruggono la città. Vediamo poco dopo Bart, scrivere:"All work and no play makes Jack a dull boy", (in italiano: Tutto lavoro e niente svago rendono Jack un ragazzo ottuso), parole provenienti da Shining e subito dopo si ritrova Stephen King alle sue spalle e inizia a scappare. Intanto Homer si trasforma in un mostro simile a quello osservato in Blade II facendo cadere la solita barra di plutonio nella sua camicia, mentre Carl si veste come il cacciatore di vampiri. Poco dopo si osserva una parodia di Cronos in cui Maggie è come al solito sulla cassa di un supermercato, dove Marge, il cassiere e Gerald sono dei ragni. Nel frattempo Lisa è cacciata da un teatro dal fantasma dell'opera. Alla fine Bart, dopo essere incappato in Cthulhu, scappa da alcuni mostri (tra cui Dracula, l'Uomo Lupo e il Mostro della laguna nera) che lo inseguono, Maggie investe Milhouse con una macchina da "La macchina nera" e la famiglia Simpson si riesce a sedere sul divano, mentre Lisa scende in un tubo, prendendo parodia da Alice nel paese delle meraviglie, fino a incontrare i suoi parenti in versione fantasy. Fanno inoltre delle brevi apparizioni il regista Alfred Hitchcock (che cita il suo film Gli uccelli) e gli scrittori Edgar Allan Poe e Howard Phillips Lovecraft.
- Oh, i luoghi in cui farai... d'oh (Oh the Places You'll D'oh)

È la sera di Halloween e Marge esce per andare a una festa in maschera, lasciando a casa da soli i figli Bart, Lisa e Maggie. I tre vorrebbero uscire a fare "Dolcetto o scherzetto" e le loro preghiere sembrano finalmente esaudirsi quando Homer (nei panni dello strambo Grassottello nel Cappello), si propone di accompagnarli in paese. Senza alcun ripensamento decidono di seguire Grassottello ma si ritrovano coinvolti in una serie di omicidi e violenze. Grassottello distrugge la casa di Burns, saccheggia la taverna di Moe e infine fa tappa al Jet Market di Apu, dove minaccia il proprietario con una pistola mentre i bambini saccheggiano il bancone delle caramelle. Stanchi di tanta violenza Bart, Lisa e Maggie riescono a tornare a casa ma trovano Grassottello ad aspettarli. È allora che Maggie lo infilza ombrello e lo uccide. Lo spezzone si conclude con Marge che ritorna a casa e Bart, Lisa e Maggie che mangiano le caramelle che hanno "guadagnato".
- Un fratello sul groppone (Dead and Shoulders)

Bart trascorre quasi un giorno con Milhouse a giocare con l'aquilone. Arrivata la sera non sa dove può legare l'aquilone. Non avendo nulla a cui legarlo, lo lega al suo collo: è l'arrivo dell'aeroplano delle notizie del Canale 6 di Kent Brockman, che fa attorcigliare l'aquilone, decapitando Bart. La scena seguente mostra Bart che si risveglia attaccato al corpo di Lisa, e successivamente Homer strangola Bart facendogli staccare nuovamente la testa, salvo poi riattaccarla con una chewing-gum. La stanza di Bart, poiché non più utilizzata, diventa un "buco da maschi" di Homer (dove ci mette birra e auto da neve). Dopodiché, una terapista dice a Lisa che dovrà essere attaccata per sempre a Bart; quest'ultimo scopre di poter controllare il corpo della sua "ospite", fintanto che è addormentata. Per far sì che Lisa continui a dormire, quindi, Bart mette il sonnifero nel suo yogurt. Infine, Bart cerca in tutti i modi di non appartenere più al corpo di Lisa, ma il tentativo finisce con Lisa attaccata a Krusty, Bart attaccato al corpo di una delle sorelle di Marge e il dottor Nick Riviera attaccato al corpo del dottor Hibbert.
- Scherzi poco divertenti della natura (Freaks no Geeks)

L'episodio, ambientato negli anni 30 del Novecento, è una parodia del film Freaks di Tod Browning. Homer e Marge lavorano in un circo comandato dal signor Burns, dove compaiono anche i vari personaggi (Boe l'uomo terrificante, gli alieni, il clown Krusty, Nelson l'asino, Barney il Torso, l'uomo dei fumetti, una lumaca...). Quando Marge cerca di difendere la dignità delle persone che lavoravano nel circo, interviene Homer che si innamora di quest'ultima. Dopo che Boe riceve un bacio da Marge, Lenny e Carl gli consigliano di chiederle di sposarlo con l'anello di smeraldo che sua madre ha acquistato in punto di morte. Homer però, preso dalla voglia di ottenere quest'anello, pensa a una soluzione: far sposare Boe e Marge e uccidere Boe; così Marge erediterà l'anello, e dopo che quest'ultima si sarà sposata con Homer, quest'ultimo ne prenderà possesso. Homer riferisce il suo piano a Marge, dicendole di sposare Boe poiché è il suo ultimo giorno di vita. Quindi, dopo che Marge e Boe si sono sposati, Homer mette il veleno in un bicchiere che successivamente Boe berrà. Però, facendo questo, Marge perde la fiducia che aveva di Homer, e lo caccia. Homer, successivamente, scopre che Mr. Burns, il direttore del circo, è stato ucciso. La famosa frase gooble goo, significava "Uno di noi". Ritornati al presente, Homer dice ai suoi figli: "È così che ho conosciuto vostra madre", tutto ricoperto di piume. L'episodio si conclude con la sigla della sitcom How I Met Your Mother.

## La paura fa novanta XXV
La paura fa novanta XXV (Treehouse of Horror XXV) è il venticinquesimo special di halloween dei Simpson, diviso in tre parti, come di consueto non collegate tra loro.
La scuola è un inferno (School is Hell)
Il preside Skinner mette Bart in punizione in un'aula dove si trova un banco con delle misteriose incisioni in Aramaico. Quando Lisa usa un app per tradurle, i due vengono trasportati all'inferno, che si rivela essere una scuola. Bart inizia a studiare qui e, dopo aver ottenuto ottimi voti in tutte le materie diaboliche che vengono insegnate, chiede ai genitori di potersi trasferire definitivamente in questa scuola. Marge e Homer accettano, ma, come esame finale, la scuola infernale chiede a Bart di torturare Homer, il quale nonostante l'esitazione del figlio accetta e lo incoraggia a continuare. Alla fine Bart riesce a diplomarsi mentre un Homer sfigurato lo osserva orgoglioso insieme a Marge e ai genitori degli altri studenti.
Giallo Meccanico (A Clockwork Yellow)
A Londra Boe ha una gang in stile Arancia meccanica insieme a Lenny, Carl e Homer. Quest'ultimo si innamora di una ragazza (Marge) che lo convince a lasciare la gang, che di conseguenza si scioglie. Qualche anno più tardi, quando Boe viene attaccato da una gang di giovani simile a quella che aveva un tempo, chiede a Homer, Lenny e Carl di unirsi a lui per riportare in vita il vecchio gruppo. I quattro fanno irruzione in una festa in stile Eyes Wide Shut e durante la rissa che si scatena con i presenti, le azioni e le battute dei vari personaggi richiamano in chiave parodica numerosi film di Stanley Kubrick. Lo stesso regista viene poi mostrato al lavoro nel suo studio dove, dopo aver guardato la storia di Boe, Homer, Lenny e Carl dichiara che l'intero film va scartato e girato di nuovo.
The Others (The Others)
In una parodia di The Others, la famiglia Simpson assiste a inquietanti fenomeni che si verificano per la casa, come scritte insanguinate sullo specchio del bagno, milkshake abbandonati in cucina e la televisione che trasmette sempre e solo lo stesso programma. Sospettando che la casa sia infestata dagli spiriti, la famiglia organizza una seduta spiritica, durante la quale si manifestano i fantasmi di loro stessi ai tempi del Tracey Ullman Show (varietà televisivo nel quale I Simpson hanno fatto la loro prima apparizione in assoluto). Homer è attratto dal fantasma di Marge, che lo preferisce al troppo polemico Homer fantasma. Per gelosia, la vera Marge si suicida, mentre Homer viene ucciso dalla sua controparte fantasma. Bart finge di suicidarsi per raggiungere gli altri fantasmi, spingendo così Lisa a uccidersi veramente per non rimanere sola. Per vendetta Lisa uccide a sua volta il fratello, mentre il giardiniere Willie recupera i corpi dei bambini lasciando intendere di aver ucciso la piccola Maggie. Alla fine tutti i membri della famiglia diventano dei fantasmi e Homer sceglie di stare con la Marge "moderna". La mattina seguente, durante la colazione, Lisa si chiede se esistano altre incarnazioni dei Simpson e, all'improvviso, numerose versioni della famiglia, il cui aspetto è basato sui protagonisti di altri show di animazione, fanno la loro comparsa; sono numerosi i riferimenti tra cui Bleach, One Piece, Pokémon, L'attacco dei giganti, Naruto, Adventure Time, Minions e South Park . Prima della fine della scena si intravede anche la famiglia trasformata in animali tratta dal corto L'Isola del Dr. Hibbert de La paura fa novanta XIII. Questo segmento si chiude con il vecchio Homer che tenta con scarso successo di fare una fotografia di gruppo ai membri di entrambe le famiglie, in un omaggio diretto al cortometraggio "Family Portrait" ("Ritratto di famiglia") trasmesso durante il Tracey Ullman Show nel 1988.

## La paura fa novanta XXVI
Il ventiseiesimo speciale di Halloween della serie si apre con un breve cortometraggio di circa due minuti realizzato da John Krickfalusi, disegnatore per la serie animata per adulti The Ren & Stimpy Show, in cui i Simpson sono alle prese con spiriti affamati di anime (tra le quali spicca lo zombie di Frank Grimes, nemico lavorativo di Homer deceduto nell'ottava stagione). Le tre storie mostrate di seguito sono:

### Ricercato: morto e poi vivo(Wanted: Dead, Then Alive)
Dopo numerosi fallimenti e piani vendicativi progettati contro Bart, Telespalla Bob riesce finalmente a ucciderlo con un arpione e successivamente trova lavoro presso l'Università di Springfield come insegnante. Sfortunatamente questo mestiere si rivelerà per lui abbastanza noioso, poiché è costretto a istruire studenti del tutto pigri e inetti. Bob comprende allora che l'unica ragione per la quale si era divertito nel corso degli anni era tentare di uccidere Bart. Così, servendosi di una macchina sperimentale da lui progettata, riesce a riportare in vita Bart, ma solo per ucciderlo di nuovo e ripetutamente in modi differenti. Tuttavia, Homer e il resto della famiglia Simpson riescono in breve tempo a trovare Bob e a sventare il suo piano: dopo aver decapitato Bob, rianimano finalmente Bart che per vendicare tutte le sue morti utilizza il macchinario per unire la testa mozzata di Bob alle parti del corpo di diverse specie animale, in modo da farlo rivivere come una creatura ibrida.

### Homerzilla
Versione pariodica del film Godzilla ambientata in Giappone nel 1950 dove Homer veste i mostruosi panni di Homerzilla, creatura marina alta circa 9 metri che va talmente ghiotta di ciambelle da essere disposta ad assalire la città e i suoi abitanti pur di averle. Per tale ragione, il mostro è sempre stato tenuto a bada dal nonno della famiglia Sampson, che provvedeva a nutrirlo quotidianamente con una ciambella. Sfortunatamente la sua morte improvvisa provoca l'ira di Homerzilla il quale, infuriato per non essere stato più nutrito di ciambelle, attacca la città radendola in poco tempo al suolo. Alla fine si scopre che la vicenda non è altro che un remake dell'omonimo film giapponese del 1954, che tuttavia non viene ben accolto dal pubblico e costringe i produttori a gettare tutte le copie della pellicola prodotte in mare (luogo in cui Homerzilla riposa veramente sotto i loro occhi ignari).

### Telesentieri di gloria (Telepaths of Glory)
Parodia del film Chronicle. Bart, Lisa e Milhouse vanno a caccia di farfalle in una foresta, ma Bart e Milhouse non ne trovano, il che fa arrabbiare Lisa. Bart spaventa Lisa con i gufi morti, e lei colpisce il naso di Milhouse con la fotocamera, facendogli perdere l'equilibrio e facendolo cadere in un buco gigante. Bart e Lisa decidono di saltare nel buco per salvare Milhouse, rimanendo tutti e tre bloccati all'interno con scorie nucleari della centrale nucleare. Le radiazioni esplodono, scagliando tutti e tre i ragazzi di nuovo fuori dal buco.
Quando si svegliano, Milhouse e Lisa scoprono che hanno acquisito poteri telepatici (Bart non ne ha, in quanto il suo cervello non è abbastanza potente), così decidono di usare i poteri a loro favore. Lisa fa solo qualche modifica, ma il potere fa impazzire Milhouse, che però viene colpito da un fulmine. Lisa dice di non essere stata, rendendo la famiglia curiosa di scoprire chi possa essere stato. Si rendono poi conto che anche Maggie ha poteri telepatici (stava usando una canna radioattiva come un ciuccio).
L'episodio si conclude con Kang e Kodos che si lamentano che ancora una volta hanno solo fatto un cameo.

## La paura fa novanta XXVII
Questo è il seicentesimo episodio della serie.
All'inizio i Simpson vanno a comprare un albero di natale proprio nel giorno di Halloween, ma vengono improvvisamente catturati da Telespalla Bob, aiutato questa volta da Kang e Kodos e dal fantasma di Frank Grimes, un impiegato della centrale nucleare apparso in un episodio dell'ottava stagione e morto impazzito per colpa di Homer. Tuttavia Maggie riesce ad avere la meglio decapitandoli a uno a uno mentre questi sono distratti. L'unico che riesce a salvarsi è Frank Grimes, il quale, essendo un fantasma, non può essere ferito. Seguono successivamente una breve gag del divano ispirata al film Il pianeta delle scimmie e le tre storie che compongono la puntata:

### Arido a morire(Dry Hard)
Parodia di The Hunger Games e di Mad Max: Fury Road: Springfield rimane senza acqua sottratta dal signor Burns; quest'ultimo costringe i bambini di Springfield a un combattimento il cui premio è una nuotata nella diga piena di acqua. Lisa conosce Homer, il suo istruttore. Il giorno del combattimento è arrivato. Il primo a morire è Ralph, ucciso da una granata (fatta esplodere da se stesso); poi due ragazzi schiacciati dal peso di Homer, quest'ultimo ha intenzione di fermare la gara e riprendersi l'acqua. Lisa convince l'intera città ad aiutarli a distruggere la cupola dove i ragazzi stavano combattendo. Arrivati alla diga, Homer la fa esplodere, ma l'acqua non esce, finché non inizia a piovere. La scena cambia: si vede l'intera città che nuota nell'acqua e il corpo di Burns che galleggia. La scena cambia di nuovo: l'episodio finisce con Lisa che trema dal freddo invernale.

### Migliori amiche per sempre, riposa in pace(BFF R.I.P.)
Mentre Lisa e Jenny giocano a nascondino, il tagliaerba si accende e uccide Jenny.
Durante il funerale di quest'ultima, muoiono anche Sherri e Terri.
Lisa, scioccata dalla morte delle amiche, viene mandata da una psicologa. Quando quest'ultima dice "ora sono io la tua migliore amica" un quadro cade su di lei e la uccide. La polizia arriva a casa Simpson, accusando Lisa degli omicidi delle sue amiche e della psicologa. Lisa crede che la causa degli omicidi sia Rachel, l'amica immaginaria di Lisa che vuole vendicarsi perché quest'ultima l'aveva abbandonata.
Il giorno dopo Rachel uccide Milhouse sul pulmino della scuola davanti a Lisa. La polizia arresta Lisa e Rachel le dice che andrà a uccidere la madre. Bart fa evadere la sorella e insieme arrivano a casa, dove Rachel cerca di uccidere Marge con un ferro da stiro (prima voleva farlo con un coltello, ma Palla di neve II se ne accorge a viene pugnalato al posto suo).
Homer affronta Rachel aiutato dal suo amico immaginario, che però esplode nel microonde.
Lisa con la sua immaginazione fa sparire Rachel.
L'episodio si conclude con Homer che mangia i resti del suo amico (che ha la sembianze di un hot dog) che gli dice che lui non può morire

### MoeFinger
Bart è inseguito da Secco, Spada e Patata che lo raggiungono fino alla taverna di Boe, che mette KO i bulli. Bart scopre quindi che Boe è una spia che lo convince a farsi addestrare. La prima missione di Bart è quella di uccidere Homer, che è un agente nemico. Accompagnato da Boe, Barney Gumble, Telespalla Mel e Willy arriva alla Torre di Homer che sta per inaugurare il suo progetto davanti a un intero pubblico. Quest'ultimo convince il pubblico ad attaccare gli agenti e, al termine dello scontro che ne consegue, muoiono tutti tranne Homer e Bart. Questi dice ad Homer che non vuole ucciderlo; abbracciandolo, tuttavia, lo pugnala alla schiena. L'episodio si conclude con Bart che se ne va guardando i cadaveri delle persone.

## La paura fa novanta XXVIII
La paura fa novanta XXVIII (Treehouse of Horror XXVIII) è il ventottesimo special di halloween dei Simpson, diviso in tre parti, come di consueto non collegate tra loro.

### Trama
Introduzione
Lo speciale di Halloween si apre con una scenetta animata in CGI, intitolata "The Sweet Hereafter", in cui i Simpson sono delle caramelle che sono state ricevute da dei bambini per Halloween assieme ad altri personaggi (anch'essi sotto i panni di caramelle). Quasi tutti i dolciumi vengono consumati e, alla fine, dopo la fine della festa, rimangono solo i Simpson che vengono posti sopra a una credenza vicino a un coniglio di cioccolato pasquale. Questi, disperato per essere stato abbandonato, muore, lasciando ad Homer e agli altri componenti della famiglia l'occasione per mangiarlo. Seguono poi 3 episodi: 

### L'e-sor-ella
Parodia de L'esorcista in cui Homer compra involontariamente su Amazon una statuetta irachena ritraente un demone di nome Pazuzu, che prende il possesso di Maggie.

### Coralisa
Parodia del film Coraline in cui Lisa scopre nella sua stanza un passaggio segreto che la porta a una versione tridimensionale di casa sua, abitata da delle versioni alternative dei suoi familiari con dei bottoni al posto degli occhi. 

### MMM.... Homer
Mentre sua moglie e i figli sono in viaggio con Patty e Selma, Homer mangia tutti i cibi depositati in casa, cosa che lo porta poi a diventare un cannibale e a mangiare sempre più pezzi del suo corpo.

### Curiosità
L’episodio ha subito un’iniziale censura da parte di Mediaset, per via dei problemi religiosi del primo segmento e l’eccessiva crudezza dell’ultimo; oltre ad essere stato reso disponibile su Disney+, a partire dal 24 marzo 2020, è stato trasmesso in prima visione (in seconda serata) il 20 febbraio 2021 e replicato il 30 ottobre 2021, in occasione di una maratona di episodi di Halloween, dalle 22.40 alle 23.10.

## La paura fa novanta XXIX
La paura fa novanta XXIX (Treehouse of Horror XXIX) il ventinovesimo special di halloween dei Simpson, diviso stavolta in quattro parti.

### La zuppa verde di vongole
- L'episodio inizia a Fogburyport, luogo di nascita di Green Clam Chowder. La famiglia Simpson arriva lì perché un libro dice che è un posto da visitare prima di morire. Tuttavia la visita si rivela essere una trappola e quindi loro verranno divorati da un mostro chiamato Cthulhu. Tuttavia Homer afferma che gli era stata promessa inoltre una gara di mangiata di ostriche: così ne viene organizzata una contro Cthulhu, che viene battuto dal capofamiglia Simpson. Successivamente alla sfida, Cthulhu vomita e chiede cosa vuole Homer come ricompensa. Homer quindi dice "Voglio mangiarti."

### L'invasione degli ultra-pod
- Il segmento inizia alla base subacquea di Mapple, dove Steve Mobbs (da un maxi-schermo) presenta il nuovo Myphone e il suo alter-ego meno divertente a un pubblico interessato al prodotto. Mentre tutti fissano i propri telefoni, lo Steve meno divertente si rivela essere un alieno vegetale in missione. Infatti dal pianeta delle piante, sparano spore alla Terra. A Springfield, tutti si trasformano in versioni vegetali di sé stessi. I cittadini trasformati vengono trasportati su un pianeta vegetale utopico senza tecnologia. La gente delle piante vede i cittadini con baccelli (prodotti Mapple) e chiedere dove li hanno trovati. Bart dice che lo hanno trovato sotto l'albero di Natale vivente.

### Multip-lisa-ta
- Dopo un pigiama party in casa Van Houten, Milhouse, Nelson e Bart si ritrovano in una cella, intrappolati da Lisa, affetta da un disturbo della personalità multipla (simile al personaggio di James McAvoy del film Split), che li richiude nuovamente risparmiando la loro vita. Lisa attacca e uccide Milhouse e Nelson, prima che Bart le chieda cosa le è successo a cui Lisa racconta la storia: Bart ha preso il test di ortografia di Lisa, cambiando le sue risposte, per deridere la signorina Hoover e far prendere a Lisa un pessimo voto. Quest'ultima ha un ultimo cambiamento e dà a Bart un'ultima possibilità di salvarsi e lui si redime, salvandosi dall'essere ucciso dalla spazzatura, mentre Milhouse si è trasformato in un "giornale umano".

### Geriatric Park
- In una parodia di Jurassic Park, Il signor Burns apre una casa di riposo a tema giurassico, un parco pieno di anziani ringiovaniti che mescolano il loro DNA con i dinosauri. Così porta gli abitanti di Springfield al parco, mostrando loro la nuova "casa di riposo". In un primo momento gli anziani si sentono più vivaci e simpatici, oltre che dotati di una forza sovrumana. Una volta che Homer alza la temperatura dopo che il nonno si lamenta della bassa gradazione tutti i vecchi diventano dinosauri. I visitatori e il signor Burns vengono uccisi dagli anziani, Agnes Skinner (Ludodactylus) mangia il braccio di suo figlio Seymour, Jasper (Dilophosaurus) morde la testa di Kirk Van Houten, e la famiglia Simpson viene minacciata dal nonno e da Jacqueline Bouvier (trasformati rispettivamente in un Indominus rex-come theropod e un Parasaurolophus). Lisa affronta coraggiosamente il nonno e scopre che avevano solo bisogno di essere amati e rispettati. Alla fine, la famiglia Simpson fugge viva e incolume, anche se il loro elicottero sta volando sulle spalle della trasformata Agnes.